# Prix Ohtli

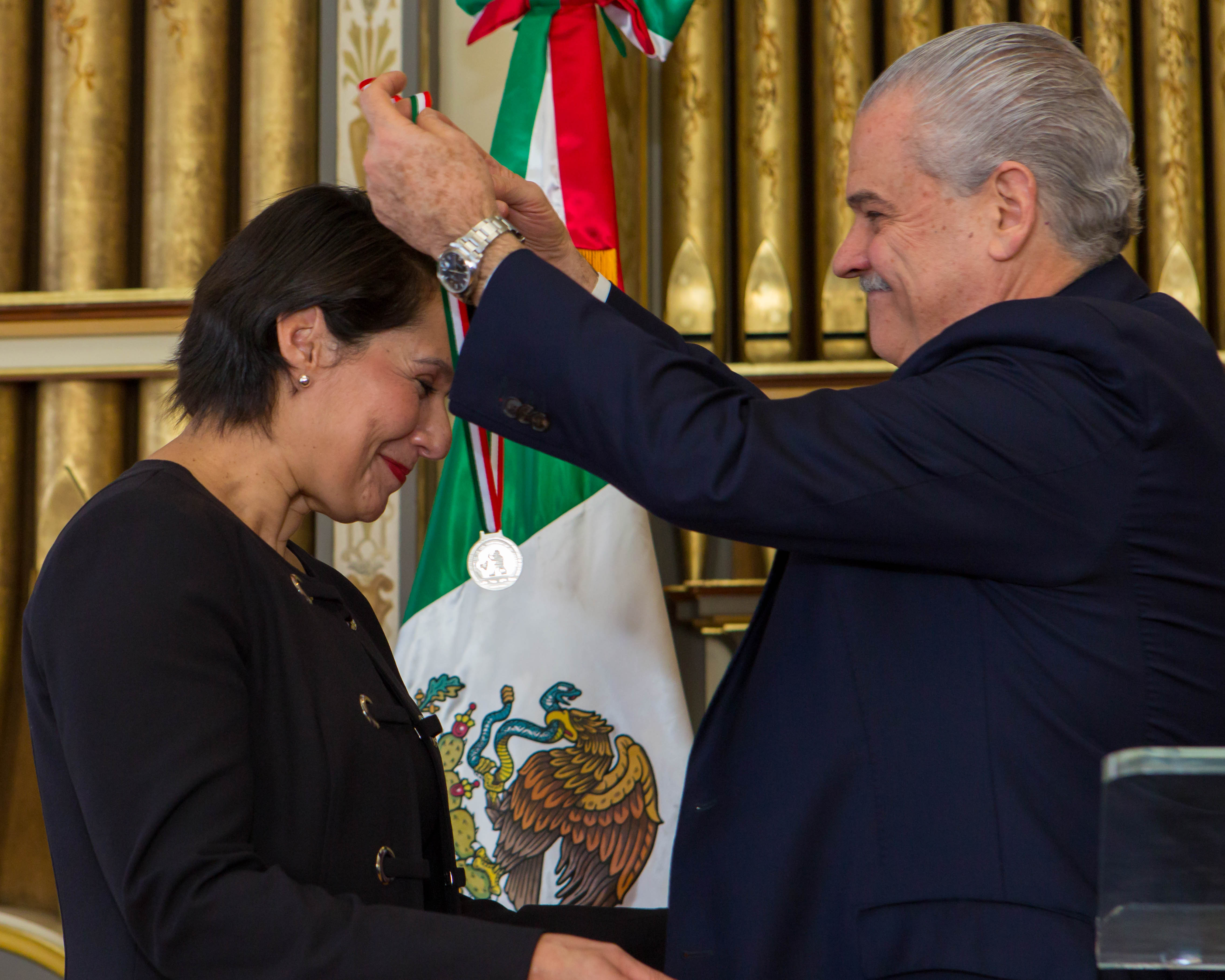
Ana Recio Harvey reçoit le prix Ohtli en 2015.

Le prix Ohtli ou Reconocimiento Ohtli  est une distinction que le gouvernement mexicain accorde aux citoyens mexicains qui travaillent aux États-Unis et dans d'autres pays et qui ont aidé des citoyens mexicains ou promu leur culture.

## Description
Le prix Ohtli est administré par le Secrétariat aux Affaires étrangères. Il est décerné une fois par an par les consulats individuels et se compose d'un médaillon, d'une rosette en argent et d'un diplôme. Le nom du prix vient du mot nahuatl qui signifie « route » ou « chemin »,. La médaille représente un dieu aztèque coupant de l'herbe avec une machette. Le symbolisme du nom fait allusion à l'idée d'ouvrir un chemin aux autres. Le premier prix a été décerné en 1996. Le prix est l'un des plus grands honneurs décernés aux citoyens vivant à l'extérieur du Mexique,,. Le prix Ohtli récompense les personnes qui ont aidé, responsabilisé ou influencé positivement la vie de ressortissants mexicains aux États-Unis et dans d'autres pays,,,.

## Lauréats notables
Parmi les lauréats notables figurent :
- Edward R. Roybal (en) (1996)
- Carlos Truan (en) (1996)
- Hector P. Garcia (en) (1996)
- Gonzalo Barrientos (en) (1996)
- Dan Ramirez (1997)
- Cruz Reynoso (en) (1997)
- Ella Ochoa (en) (1997)
- Dionicio Morales (en) (1997)
- Mario G. Obledo (en) (1997)
- Jaime Soto (en) (1997)
- Nicolás Leoz (en) (1997)
- Guadalupe Reyes (en) (1998)
- Pete Rodriguez (en) (1998)
- Dolores Huerta (1998)
- Burton E. Grossman (en) (1998)
- David R. Maciel (1999)
- Deborah Ortiz (en) (1999)
- Filemon Vela Sr. (en) (2000)
- Juliet V. García (en) (2000)
- Kika de la Garza (en) (2000)
- Columba Bush (en) (2000)
- Amanda Aguirre (en) (2000)
- Joan Sebastian (2001)
- Cecilia Muñoz (2001)
- Enrique Moreno (en) (2001)
- Carlos Cortez (en) (2001)
- Raúl Héctor Castro (en) (2001)
- Marco Antonio Firebaugh (en) (2001)
- Rick Noriega (en) (2002)
- Rosa Ramirez Guerrero (en) (2002)
- Blanca Vela (en) (2002)
- Judith Valles (en) (2003)
- Patricia A. Madrid (en) (2003)
- Marco A. López Jr. (en) (2003)
- Bob Menendez (2004)
- Nancy "Rusty" Barceló (en) (2004)
- Francisco Diaz Mitoma (2004)
- Ruben Barrales (en) (2005)
- Blanca Alvarado (en) (2005)
- Miguel D. Wise (2004)
- Marylou Olivarez Mason (en) (2005)
- Santiago Wood  (2006)
- Jared Polis (2006)
- Ed Pastor (2006)
- Ignacio E. Lozano, Jr. (en) (2006)
- Buddy Garcia (en) (2006)
- Pete Gallego (2006)
- Gerald Richard Barnes (en) (2007)
- José Cisneros (en) (2007)
- Patricia Torres Ray (en) (2008)
- Monica C. Lozano (en) (2008)
- David Coss (en) (2008)
- Eliseo Medina (en) (2008)
- Janet Murguía (en) (2009)
- Enrique Morones (en) (2009)
- Gloria Molina (en) (2009)
- Gil Cedillo (en) (2009)
- Esperanza Andrade (en) (2009)
- Jimmie V. Reyna (en) (2009)
- Viola Casares (en) (2009)
- Ben Hueso (en) (2010)
- Rosa Rosales (en) (2010)
- John C. Zaragoza (2010)
- Antonio Villaraigosa (2010)
- Olga Talamante (en) (2010)
- Hilda Solis (2010)
- Polly Baca (en) (2010)
- Joaquin Avila (en) (2011)
- Philip Brunelle (en) (2011)
- Rafael Anchia (en) (2011)
- Juan Carlos Escamilla (en) (2011)
- Bill Richardson (2011)
- Sylvia Acevedo (en) (2011)
- Edward James Olmos (2012)
- Alfredo Quiñones-Hinojosa (2012)
- Richard Tapia (2012)
- David J. Schmidly (en) (2012)
- Mel Martínez (2012)
- Paddy Moloney (2012)
- Francisco G. Cigarroa (en) (2012)
- Salud Carbajal (2012)
- Carlos Gutierrez (2012)
- Charlie Gonzalez (en) (2012)
- Alexander Gonzalez (en) (2012)
- José M. Hernández (2013)
- Lincoln Díaz-Balart (2013)
- Chuy García (2013)
- Henry Cisneros (2013)
- Alberto M. Carvalho (en) (2013)
- Jonathan Rothschild (en) (2014)
- Fernando Valenzuela (2014)
- Alma Flor Ada (en) (2014)
- Denise Moreno Ducheny (en) (2014)
- Hispanic Heritage Foundation (en) (2014)
- Bismarck Lepe (en) (2014)
- Antonio Olmos (en) (2015)
- Spencer MacCallum (en) (2015)
- Eva Longoria (2015)
- Ray Keck (2015)
- José Huizar (en) (2015)
- Ana Recio Harvey (en) (2015)
- Raúl Grijalva (2015)
- Maria Elena Durazo (en) (2015)
- Suzy Castor (2015)
- Valentina Alazraki (en) (2015)
- John D. Trasviña (en) (2015)
- Hector Ruiz (2015)
- Gabriela Teissier (en) (2016)
- Josefina Villamil Tinajero (en) (2016)
- Carlos del Rio (en) (2016)
- L. Whitney Clayton (en) (2016)
- Julian Castro (2016)
- Teresa Alonso-Rasgado (2016)
- Sarahi Espinoza Salamanca (2017)
- Carlos Álvarez (2018)
- Mayra Jiménez (2018)
- Ana María Nevarez Schachtell (2018)
- Margarita Pinkos (2018)
- Claudia Adeath Villamil (2019)
- Pedro César Peralta (2019)
- Rafael Cao Romero Millán (2019)
- Jorge Carlos Patrón Wong (2020)
- Lily Ramirez-Foran (2021)
- Lidia Riveros Chávez (2022)